# Chambre de commerce et d'industrie de la Nièvre
 (octobre 2021).
La chambre de commerce et d'industrie de la Nièvre est la CCI du département de la Nièvre. Son siège est situé à Nevers, place Carnot. Elle fait partie de la chambre régionale de commerce et d'industrie de Bourgogne Franche-Comté. C'est un établissement public qui est placé sous la double tutelle du ministère de l'Industrie et du ministère des PME, du Commerce et de l'Artisanat comme toutes les CCI.

## Centres de formation
- Groupe CCI Formation
- Centre d'Études de Langues
- Campus Numérique de Nevers by CCI Nièvre :
  - DIGISUP - École Supérieure de Marketing
  - École Supérieure d’Informatique
  - EGC - École de Gestion et de Commerce de Nevers (jusqu'à 2016)

## Pour approfondir